# Léna Mettraux
Léna Mettraux (* 8. September 1998 in Echallens) ist eine Schweizer Radsportlerin, die Rennen im Bahn- und im  Strassenradsport sowie auf dem Mountainbike bestreitet.

## Sportliche Laufbahn
2016 wurde Léna Mettraux zweifache Schweizer Junioren-Meisterin: im Einzelzeitfahren auf der Strasse sowie im Mountainbike XC. Zudem entschied sie eine Etappe der Healthy Ageing Tour in der Juniorinnen-Kategorie für sich.
Im Jahr darauf belegte Mettraux bei den Schweizer Bahn-Meisterschaften der Elite drei Podiumsplätze im Scratch, im Punktefahren und mit Andrea Waldis im erstmals für Frauen ausgetragenen Zweier-Mannschaftsfahren. Daraufhin wurde sie für das Schweizer Aufgebot bei den UEC-Bahn-Europameisterschaften 2017 nominiert. 2018 und 2019 wurde sie mit Andrea Waldis Schweizer Meisterin im Zweier-Mannschaftsfahren.

## Erfolge

### Strasse
2016
- Schweizer Junioren-Meisterin – Einzelzeitfahren
- eine Etappe Healthy Ageing Tour (Juniorinnen)

### Bahn
2018
- Schweizer Meisterin – Zweier-Mannschaftsfahren (mit Andrea Waldis)

2019
- Schweizer Meisterin – Zweier-Mannschaftsfahren (mit Andrea Waldis)

2022
- Schweizer Meisterin – Omnium, Punktefahren

### Mountainbike
2016
- Schweizer Junioren-Meisterin – XC